# David Seco
David Seco Amundarain (Busturia, 17 maart 1973) is een Spaans veldrijder. Hij is zesvoudig Spaans kampioen veldrijden. Daarnaast won hij tal van kleinere veldritten, vooral in Spanje zelf.